# Непокоиха
Непокоиха — село в Краснопартизанском районе Саратовской области России. Входит в состав сельского поселения Рукопольское муниципальное образование.

## География
Находится на расстоянии примерно 18 километров по прямой на юг-юго-восток от районного центра поселка Горный. 

## История
Основано в 1930 году.

## Население
Население составляло 92 человека в 2002 году (85% русские),  53 в 2010.